# Тихонов, Анатолий Васильевич
Анатолий Васильевич Тихонов (20 апреля 1932, Москва — 21 августа 2014, Москва) — российский музыкант-балалаечник, народный артист РСФСР (1978).

## Биография
Родился в Москве. Учился в ремесленном училище, в котором был свой оркестр. Там и начал играть на балалайке.
Поступил работать токарем на Московском механическом заводе. Руководство завода направило его учиться в музучилище имени Октябрьской революции.
В 1952 году стал солистом Государственного академического оркестра русских народных инструментов им. Осипова.
В 1957 году на Всесоюзном фестивале и VI Всемирном фестивале молодежи и студентов в Москве завоевал золотые медали и звание лауреата.
В 1966 году окончил музыкально-педагогический институт имени Гнесиных, в котором позже сам преподавал класс балалайки. Среди его воспитанников — лауреат Государственной премии СССР Д.Покровский, заслуженные артисты России В.Иванов и В.Колупаев, и многие другие выдающиеся балалаечники.
Скончался 21 августа 2014 года. Похоронен в Москве на Головинском кладбище.

## Награды
- Орден «За заслуги перед Отечеством» IV степени (28 июня 1999) — за большой вклад в развитие многонациональной культуры России и высокое профессиональное мастерство[3]
- Орден Почёта (29 декабря 2012) — за большой вклад в развитие отечественной культуры и искусства, многолетнюю плодотворную деятельность[4].
- Орден Дружбы народов (12 января 1994) — за большие заслуги в развитии и пропаганде отечественной музыкальной культуры[5]
- Орден «Знак Почёта» (14 ноября 1980) — за большую работу по подготовке и проведению Игр XXII Олимпиады[6]
- Народный артист РСФСР (1978).
- Заслуженный артист РСФСР (1969).